# سارگون یکم
سارگون یکم (به اکدی: Šarru-kīn I و Sharru-ken I)، یکی از پادشاهان دوره آشوری کهن بود و از  ۱۸۵۶-۱۸۱۷ یا ۱۹۲۰-۱۸۸۱ پیش از میلاد حکومت کرد.
در فهرست پادشاهان آشور، سارگون به عنوان پسر و جانشین ایکونوم، و پدر و سلف پوزور-آشور دوم ظاهر می‌شود.